# Hans Löhrl
Hans Löhrl (25 mai 1911, Stuttgart ; 26 juin 2001, Egenhausen) est un ornithologue et éthologue allemand.